# Persone di nome Zdeněk
| Questa pagina contiene informazioni ricavate automaticamente dalle voci biografiche con l'ausilio del template Bio e di un bot. L'aggiornamento è periodico e automatico e ricostruisce completamente la pagina. Se manca una persona in questa lista, sei pregato di non aggiungerla, ma accertati piuttosto che la sua voce biografica contenga il template Bio e che i dati anagrafici siano correttamente compilati. Se il template Bio manca, inseriscilo tu stesso o, in alternativa, metti l'avviso {{tmp\|Bio}} che ne segnala la mancanza. Se i dati riportati sono sbagliati, correggi direttamente la voce biografica; le modifiche saranno visibili in questa lista entro pochi giorni. Per chiarimenti vedi il progetto antroponimi. La lista contiene solo le 56 persone che sono citate nell'enciclopedia e per le quali è stato implementato correttamente il template Bio. Pagina aggiornata al 16 ott 2024. |

Questa è una lista di persone presenti nell'enciclopedia che hanno il prenome Zdeněk, suddivise per attività principale.

## Allenatori di calcio(5)
- Zdeněk Hruška, allenatore di calcio e ex calciatore cecoslovacco (Praga, n. 1954)
- Zdeněk Křížek, allenatore di calcio e ex calciatore ceco (n. 1983)
- Zdeněk Nehoda, allenatore di calcio e ex calciatore cecoslovacco (Hulín, n. 1952)
- Zdeněk Zeman, allenatore di calcio ceco (Praga, n. 1947)
- Zdeněk Ščasný, allenatore di calcio e ex calciatore ceco (Brno, n. 1957)

## Allenatori di calcio a 5(1)
- Zdeněk Sláma, allenatore di calcio a 5 e ex giocatore di calcio a 5 ceco (n. 1982)

## Allenatori di hockey su ghiaccio(2)
- Zdeněk Kudrna, allenatore di hockey su ghiaccio e ex hockeista su ghiaccio ceco (n. 1974)
- Zdeněk Kutlák, allenatore di hockey su ghiaccio e ex hockeista su ghiaccio ceco (České Budějovice, n. 1980)

## Astronomi(1)
- Zdeněk Moravec, astronomo ceco (n. 1968)

## Biatleti(1)
- Zdeněk Vítek, biatleta e fondista ceco (Vrchlabí, n. 1977)

## Calciatori(18)
- Zdeněk Folprecht, calciatore ceco (Kladno, n. 1991)
- Zdeněk Grygera, ex calciatore ceco (Přílepy, n. 1980)
- Zdeněk Jánoš, calciatore ceco (Kněžpole, n. 1967 - Praga, † 1999)
- Zdeněk Koukal, ex calciatore ceco (n. 1984)
- Zdeněk Kroča, calciatore ceco (Zlín, n. 1980)
- Zdeněk Kummermann, calciatore cecoslovacco (n. 1903 - † 1942)
- Zdeněk Linhart, calciatore ceco (České Budějovice, n. 1994)
- Zdeněk Ondrášek, calciatore ceco (Strakonice, n. 1988)
- Zdeněk Pospěch, ex calciatore ceco (Opava, n. 1978)
- Zdeněk Procházka, calciatore cecoslovacco (n. 1928 - † 2016)
- Zdeněk Richter, calciatore boemo (n. 1885)
- Zdeněk Rygel, ex calciatore cecoslovacco (Slezská Ostrava, n. 1951)
- Zdeněk Šenkeřík, ex calciatore ceco (Zlín, n. 1980)
- Zdeněk Šmejkal, calciatore ceco (Český Brod, n. 1988)
- Zdeněk Šreiner, calciatore cecoslovacco (Ostrava, n. 1954 - † 2017)
- Zdeněk Svoboda, ex calciatore ceco (Brno, n. 1972)
- Zdeněk Zikán, calciatore cecoslovacco (Praga, n. 1937 - Praga, † 2013)
- Zdeněk Zlámal, calciatore ceco (Přerov, n. 1985)

## Canoisti(1)
- Zdeněk Škrland, canoista cecoslovacco (Praga, n. 1914 - Praga, † 1996)

## Cantautori(1)
- Zdeněk Rytíř, cantautore, compositore e musicista ceco (Tábor, n. 1944 - Praga, † 2013)

## Cestisti(8)
- Zdeněk Bobrovský, cestista e allenatore di pallacanestro cecoslovacco (Rosice, n. 1933 - † 2014)
- Zdeněk Böhm, ex cestista cecoslovacco (Ostrava, n. 1957)
- Zdeněk Chlup, cestista cecoslovacco (Brno, n. 1922 - Brno, † 2002)
- Zdeněk Douša, cestista cecoslovacco (Praga, n. 1947 - † 2023)
- Zdeněk Hummel, ex cestista e allenatore di pallacanestro ceco (Praga, n. 1947)
- Zdeněk Konečný, ex cestista cecoslovacco (Olomouc, n. 1936)
- Zdeněk Kos, ex cestista cecoslovacco (Praga, n. 1951)
- Zdeněk Rylich, cestista cecoslovacco (Nymburk, n. 1931 - Praga, † 2024)

## Ciclocrossisti(1)
- Zdeněk Štybar, ex ciclocrossista e ex ciclista su strada ceco (Planá, n. 1985)

## Compositori(1)
- Zdeněk Fibich, compositore ceco (Vseborice, n. 1850 - Praga, † 1900)

## Direttori d'orchestra(2)
- Zdeněk Chalabala, direttore d'orchestra ceco (Uherské Hradiště, n. 1889 - Praga, † 1962)
- Zdeněk Košler, direttore d'orchestra ceco (Praga, n. 1928 - Praga, † 1995)

## Ginnasti(1)
- Zdeněk Růžička, ginnasta cecoslovacco (Ivančice, n. 1925 - Brno, † 2021)

## Illustratori(1)
- Zdeněk Miler, illustratore, animatore e regista ceco (Kladno, n. 1921 - Nová Ves pod Pleší, † 2011)

## Medici(1)
- Zdeněk Hřib, medico e politico ceco (Slavičín, n. 1981)

## Micologi(1)
- Zdenek Pouzar, micologo ceco (Říčany, n. 1932 - Praga, † 2023)

## Musicologi(1)
- Zdeněk Nejedlý, musicologo ceco (Litomyšl, n. 1878 - Praga, † 1962)

## Pallavolisti(1)
- Zdeněk Groessl, pallavolista e allenatore di pallavolo cecoslovacco (Plzeň, n. 1941 - † 2023)

## Pattinatori artistici su ghiaccio(1)
- Zdeněk Doležal, ex pattinatore artistico su ghiaccio cecoslovacco (Praga, n. 1931)

## Piloti motociclistici(1)
- Zdeněk Kudrna, pilota motociclistico cecoslovacco (Čisovice, n. 1946 - Stadskanaal, † 1982)

## Pittori(1)
- Zdeněk Burian, pittore e illustratore ceco (Kopřivnice, n. 1905 - Praga, † 1981)

## Politici(1)
- Zdeněk Fierlinger, politico e diplomatico cecoslovacco (Olomouc, n. 1891 - Praga, † 1976)

## Scrittori(1)
- Zdeněk Borovec, scrittore ceco (Praga, n. 1932 - † 2001)

## Sollevatori(1)
- Zdeněk Otáhal, sollevatore cecoslovacco (Benešov, n. 1936 - Plzeň, † 2004)

## Tennisti(1)
- Zdeněk Kolář, tennista ceco (Bystřice nad Pernštejnem, n. 1996)

## Velocisti(1)
- Zdeněk Stromšík, velocista ceco (Valašské Meziříčí, n. 1994)